# 孫長紱
孫長紱（1823年—？），字赤城，湖北棗陽（今湖北省棗陽縣）人，清朝政治人物、同進士出身。
優廩生出身。道光二十三年，鄉試中舉；咸豐六年（1856年），登進士，授刑部主事，咸豐十年，捐道員。同治元年（1862年），任江西鹽法道；次年，改江西布政使、江西巡撫。同治四年，護理江西巡撫。